# Square Grangé
Pour les articles homonymes, voir Grangé.
Le square Grangé est une voie située dans le quartier Croulebarbe dans le 13e arrondissement de Paris.

## Situation et accès
Le square Grangé est accessible par la rue de la Glacière.

## Origine du nom
Le square tient son nom à l'ancien propriétaire des lieux. Il avait acheté un jardin au XIXe siècle à un couvent.

## Historique
Créée en 1914, cette voie privée est en réalité une cour d'immeubles en « T », donnant accès aux différentes entrées des bâtiments construits par l'architecte Arsène Lejeune et est accessible depuis la rue de la Glacière.

## Lieux de mémoire
- N°1 : le peintre Paul Charlemagne (1892-1972) y vécut[2].